# Entrapment (película de 1999)
Entrapment (titulada La trampa en España y La emboscada en Hispanoamérica) es una película de 1999, dirigida por Jon Amiel y protagonizada por Sean Connery y Catherine Zeta-Jones.

## Argumento
Un Rembrandt desaparece y todas las sospechas recaen sobre el más reputado ladrón de guante blanco en activo, Robert "Mac" MacDougal (Sean Connery). Virginia "Gin" Baker (Catherine Zeta-Jones), una agente de seguros llena de recursos y con muchos planes para poder atrapar al ladrón, va tras sus pasos. Cuando se conocen, entablan un juego de atracción, deseo y engaños que los lleva a viajar por Londres, Escocia y la ciudad de Kuala Lumpur.

## Reparto
- Sean Connery es Robert "Mac" MacDougal.
- Catherine Zeta-Jones es Virginia "Gin" Baker.
- Will Patton es Hector Cruz.
- Ving Rhames es Aaron Thibadeaux.
- Maury Chaykin es Conrad Greene.
- Kevin McNally es Haas.
- Terry O'Neill es Quinn.
- Madhav Sharma es el jefe de seguridad.
- David Yip es el jefe de policía.
- Rolf Saxon es El Director.

## Escenarios del rodaje

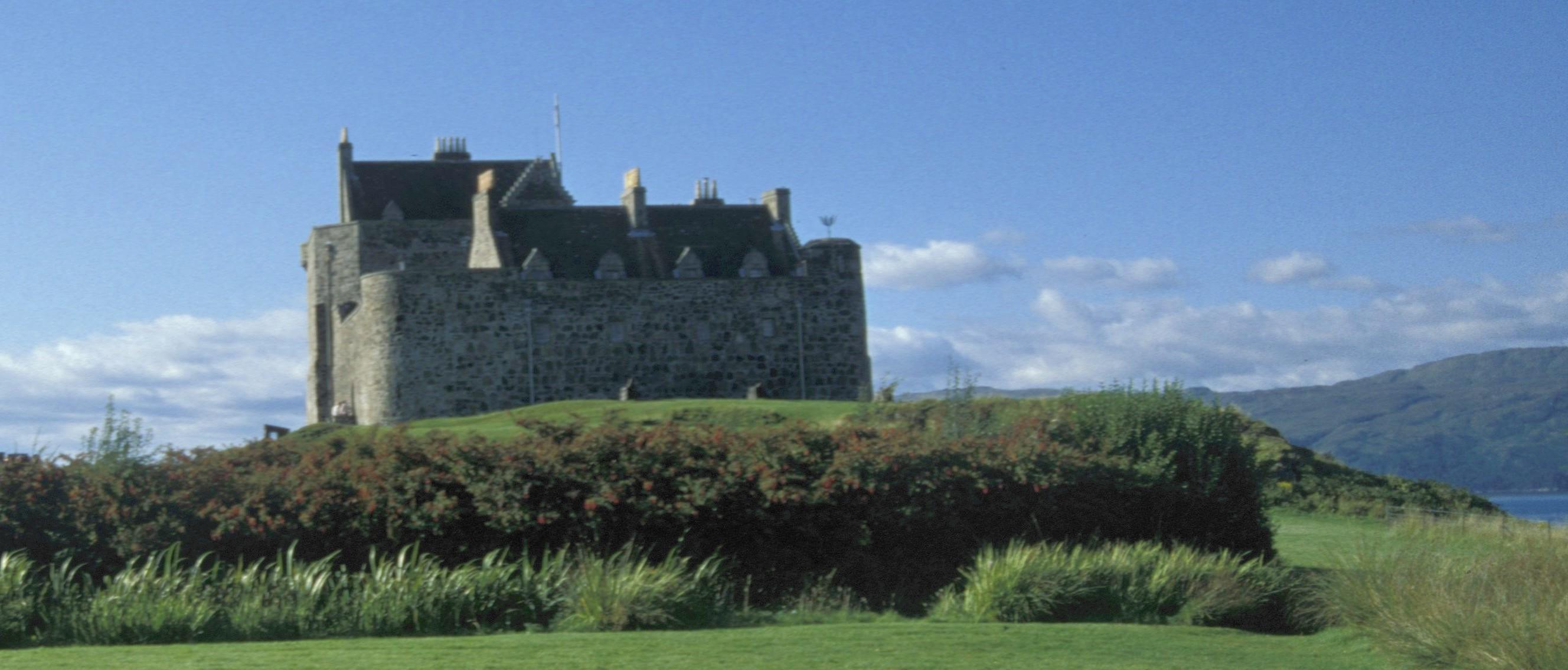
Duart Castle, el escondite de MacDougal

El rodaje se llevó a cabo en diferentes localizaciones del Reino Unido y Malasia, entre otros el Blenheim Palace, el Savoy Hotel London, el edificio Lloyd's of London, el Borough Market, de Londres, el Duart Castle en la Isla de Mull en Escocia, las Torres Petronas en Kuala Lumpur (algunas partes de estas torres se recrearon en los Pinewood Studios), y la escena final en Bukit Jalil LRT station aunque el cartel que aparece es la película es Pudu LRT station en lugar de Bukit Jalil.

## Recepción
El filme fue un éxito comercial, recaudando $87 millones en US y $212 millones a nivel mundial. 
Muchos críticos cinematográficos como los del The New York Times, New York Magazine, the Chicago Sun-Times,
 Variety, and Desson Howe/Thomson of the Washington Post alabaron el filme. 
Roger Ebert le dio tres estrellas y dijo: "It works because it is made stylishly. The plot is put together like a Swiss watch that keeps changing time zones: It is accurate and misleading at once. The film consists of one elaborate caper sequence after another, and it rivals the Bond films in its climactic action sequence. The stunt and f/x work here does a good job... Most of the movie's action is just that--action--and not extreme violence." Ebert destacó el carisma de Zeta-Jones, "I can only reflect, as I did while watching her in "The Mask of Zorro," that while beautiful women are a dime a dozen in the movies, those with fire, flash and humor are a good deal more scarce."
Otras críticas, sin ser entusiastas, le dieron un aprobado.